# Bunker Hill (Indiana)
Bunker Hill – miasto w Stanach Zjednoczonych, w stanie Indiana, w hrabstwie Miami.